# Sarah Dash

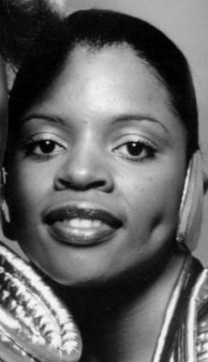
Foto der Soulsängerin Sarah Dash als Mitglied der Band Labelle (1975)

Sarah Dash (* 18. August 1945 in Trenton, New Jersey; † 20. September 2021) war eine US-amerikanische Soulsängerin, die vor allen Dingen als Mitglied der Band Labelle bekannt wurde.

## Leben und Schaffen
Sarah Dash war das siebte von dreizehn Kindern einer afroamerikanischen Familie. Ihr Vater war Bischof einer evangelikalen Kirche. Als Jugendliche lernte sie Patti LaBelle kennen, mit der zusammen sie und ein weiteres Mitglied die Band Labelle bildeten. Mit Hits wie Lady Marmalade wurden sie weltberühmt. 1978 startete sie eine Solokarriere, hatte aber nicht den durchschlagenden Erfolg wie ihre ehemaligen Mitstreiterinnen. Sie gehörte Labelle von 1959 bis 1978 an. Auch an der Reunion im Jahre 2008 war sie beteiligt.
Sie brachte vier Studioalben heraus und sang als Backgroundsängerin unter anderem für die Rolling Stones, Nile Rodgers oder The O’Jays. Darüber hinaus war sie auch auf einigen Solo-Alben ihrer Labelle-Kolleginnen zu hören. Eine längere Zusammenarbeit verband sie mit Keith Richards.
2011 entstand mit Ari Gold das Duett Sparkle für dessen Album Between The Spirit & The Flesh.
Ihr soziales Engagement konzentrierte sie auf die Unterstützung obdachloser Frauen mit Kindern in New York.
Ihre Autobiographie Dash for Diva diente als Grundlage für ein Musical, das in der Stadt New Brunswick aufgeführt wurde.
Sarah Dash starb im September 2021 im Alter von 76 Jahren.

## Diskografie
Alben
- 1978: Sarah Dash
- 1980: Oo-La-La Sarah Dash
- 1981: Close Enough
- 1988: You’re All I need